# Tångtjärnen (Norra Finnskoga socken, Värmland)
Tångtjärnen är en sjö i Torsby kommun i Värmland och ingår i Göta älvs huvudavrinningsområde.